# Nassella ibarrensis
Nassella ibarrensis är en gräsart som först beskrevs av Carl Sigismund Kunth, och fick sitt nu gällande namn av Simon Laegaard. Nassella ibarrensis ingår i släktet nassellor, och familjen gräs. IUCN kategoriserar arten globalt som livskraftig. Inga underarter finns listade i Catalogue of Life.